# Мадридска област
Мадридската област (на испански: Comunidad de Madrid) е една от седемнадесетте испански автономни области, съвпадаща териториално и с едноименната провинция. В автономната област е и град Мадрид – столица на провинцията, областта, и държавата.
Мадрид граничи с автономните области Кастилия и Леон и Кастилия-Ла Манча.

## Информация
1. ↑  www.ine.es